# Eyton upon the Weald Moors
Eyton upon the Weald Moors est une paroisse civile et un village du Shropshire, en Angleterre.